# Rycerzewo
Rycerzewo is een dorp in de Poolse woiwodschap Koejavië-Pommeren. De plaats maakt deel uit van de gemeente Pakość.